# Mantella baroni
Espèce
Synonymes
- Phrynomantis maculatus Thominot, 1889

Statut de conservation UICN

 LC  : Préoccupation mineure
Statut CITES
Mantella baroni est une espèce d'amphibiens de la famille des Mantellidae.

## Répartition et habitat

Aire de répartition de Mantella baroni.

Cette espèce est endémique de Madagascar. Elle se rencontre entre 600 et 1 200 m d'altitude de la commune de Fierenana jusqu'au massif d'Andringitra,.
Elle vit dans les forêts marécageuses, les cours d'eau, les bosquets de bambous et en bordure de forêt. Dans la forêt dense on la trouve souvent près des rivières mais aussi dans les cultures sur brûlis.

## Description
Mantella baroni mesure entre 22 et 30 mm.

## Étymologie
Son nom d'espèce, baroni, lui a été donné en référence à Richard Baron qui a ramené l'unique spécimen décrit par Boulenger.

## Publication originale
- Boulenger, 1888 : Descriptions of new Reptiles and Batrachians from Madagascar. Annals and Magazine of Natural History, sér. 6, vol. 1, no 6, p. 101-107 (texte intégral).